# Hirado
Hirado è una città giapponese nella prefettura di Nagasaki. Si trova su una piccola isola collegata all'isola madre di Kyūshū dall'Hirado Bridge. È invece collegata all'isola Ikitsuki attraverso il Ponte Ikitsuki.
Durante il periodo Sengoku e fino all'inizio del periodo Edo, Hirado (chiamata Firando dagli europei) era un importante centro di commercio internazionale, in particolare con la cinese dinastia Ming e gli olandesi, che vi stabilirono un avamposto commerciale il 20 settembre 1609, amministrato dalla Compagnia Olandese delle Indie Orientali. Nel 1641, su pressione dello shogunato Tokugawa, i commercianti olandesi si spostarono a Dejima, nelle vicinanze dell'attuale Nagasaki.
Nel periodo Edo, Hirado fu anche sede di un Han (feudo): ancora oggi il castello della città è forse il monumento storico e artistico più rappresentativo dell'isola.

## Clima
| Hirado (1991-2020) Fonte: JMA    | Mesi        | Mesi        | Mesi        | Mesi        | Mesi        | Mesi        | Mesi        | Mesi        | Mesi        | Mesi        | Mesi        | Mesi        | Stagioni | Stagioni | Stagioni | Stagioni | Anno    |
| Hirado (1991-2020) Fonte: JMA    | Gen         | Feb         | Mar         | Apr         | Mag         | Giu         | Lug         | Ago         | Set         | Ott         | Nov         | Dic         | Inv      | Pri      | Est      | Aut      | Anno    |
| -------------------------------- | ----------- | ----------- | ----------- | ----------- | ----------- | ----------- | ----------- | ----------- | ----------- | ----------- | ----------- | ----------- | -------- | -------- | -------- | -------- | ------- |
| T. max. media (°C)               | 9,6         | 10,6        | 13,5        | 17,7        | 21,6        | 24,1        | 27,8        | 29,6        | 26,3        | 22,1        | 17,2        | 12,1        | 10,8     | 17,6     | 27,2     | 21,9     | 19,3    |
| T. media (°C)                    | 7,0         | 7,6         | 10,3        | 14,2        | 18,0        | 21,1        | 25,1        | 26,5        | 23,5        | 19,2        | 14,2        | 9,3         | 8,0      | 14,2     | 24,2     | 19,0     | 16,3    |
| T. min. media (°C)               | 4,4         | 4,7         | 7,1         | 11,0        | 15,0        | 18,9        | 23,2        | 24,2        | 21,2        | 16,4        | 11,1        | 6,4         | 5,2      | 11,0     | 22,1     | 16,2     | 13,6    |
| T. max. assoluta (°C)            | 18,7 (1953) | 20,4 (2010) | 22,3 (2004) | 25,7 (1998) | 29,3 (2003) | 30,7 (2004) | 34,4 (2018) | 35,1 (1960) | 33,6 (2010) | 30,1 (2021) | 25,0 (2020) | 23,1 (2018) | 23,1     | 29,3     | 35,1     | 33,6     | 35,1    |
| T. min. assoluta (°C)            | −5,7 (1970) | −5,8 (1977) | −4,0 (1977) | 1,8 (1962)  | 7,3 (1945)  | 12,4 (1978) | 16,1 (1976) | 17,0 (1941) | 13,6 (1973) | 5,9 (1986)  | 1,7 (1970)  | −3,6 (1973) | −5,8     | −4,0     | 12,4     | 1,7      | −5,8    |
| Giorni di calura (Tmax ≥ 30 °C)  | 0,0         | 0,0         | 0,0         | 0,0         | 0,0         | 0,1         | 7,1         | 15,1        | 2,3         | 0,0         | 0,0         | 0,0         | 0,0      | 0,0      | 22,3     | 2,3      | 24,6    |
| Giorni di gelo (Tmin ≤ 0 °C)     | 1,2         | 0,9         | 0,1         | 0,0         | 0,0         | 0,0         | 0,0         | 0,0         | 0,0         | 0,0         | 0,0         | 0,2         | 2,3      | 0,1      | 0,0      | 0,0      | 2,4     |
| Nuvolosità (okta al giorno)      | 7,6         | 6,9         | 7,3         | 6,4         | 6,7         | 8,2         | 7,6         | 6,9         | 6,5         | 5,6         | 6,4         | 6,8         | 7,1      | 6,8      | 7,6      | 6,2      | 6,9     |
| Precipitazioni (mm)              | 84,9        | 93,6        | 148,7       | 189,0       | 198,4       | 319,0       | 345,7       | 289,1       | 223,5       | 116,6       | 112,3       | 85,3        | 263,8    | 536,1    | 953,8    | 452,4    | 2 206,1 |
| Giorni di pioggia                | 8,6         | 8,3         | 9,9         | 9,6         | 8,8         | 12,1        | 11,9        | 9,9         | 9,6         | 6,7         | 8,1         | 8,0         | 24,9     | 28,3     | 33,9     | 24,4     | 111,5   |
| Nevicate (cm)                    | 0           | 1           | 0           | 0           | 0           | 0           | 0           | 0           | 0           | 0           | 0           | 0           | 1        | 0        | 0        | 0        | 1       |
| Giorni di neve                   | 0,0         | 0,2         | 0,0         | 0,0         | 0,0         | 0,0         | 0,0         | 0,0         | 0,0         | 0,0         | 0,1         | 0,0         | 0,2      | 0,0      | 0,0      | 0,1      | 0,3     |
| Giorni di nebbia                 | 0,1         | 0,5         | 0,4         | 1,7         | 3,1         | 5,8         | 6,0         | 1,2         | 0,3         | 0,2         | 0,3         | 0,0         | 0,6      | 5,2      | 13,0     | 0,8      | 19,6    |
| Umidità relativa media (%)       | 65          | 65          | 69          | 74          | 79          | 87          | 89          | 85          | 81          | 72          | 69          | 65          | 65       | 74       | 87       | 74       | 75      |
| Ore di soleggiamento mensili     | 94,0        | 115,8       | 157,7       | 179,0       | 194,3       | 125,3       | 146,9       | 196,7       | 158,9       | 174,6       | 132,8       | 104,6       | 314,4    | 531,0    | 468,9    | 466,3    | 1 780,6 |
| Pressione a 0 metri s.l.m. (hPa) | 1 014,8     | 1 013,8     | 1 011,3     | 1 008,2     | 1 004,8     | 1 001,3     | 1 001,3     | 1 001,8     | 1 005,0     | 1 010,2     | 1 013,6     | 1 015,3     | 1 014,6  | 1 008,1  | 1 001,5  | 1 009,6  | 1 008,5 |
| Tensione di vapore (hPa)         | 6,7         | 7,1         | 8,9         | 12,1        | 16,4        | 22,0        | 28,4        | 29,2        | 23,6        | 16,2        | 11,4        | 7,9         | 7,2      | 12,5     | 26,5     | 17,1     | 15,8    |
| Vento (direzione-m/s)            | NW 3,7      | NW 3,6      | NNE 3,7     | S 3,6       | S 3,2       | S 3,0       | S 3,4       | S 3,2       | NNE 3,4     | NNE 3,5     | NW 3,1      | NW 3,8      | 3,7      | 3,5      | 3,2      | 3,3      | 3,4     |

## Galleria d'immagini

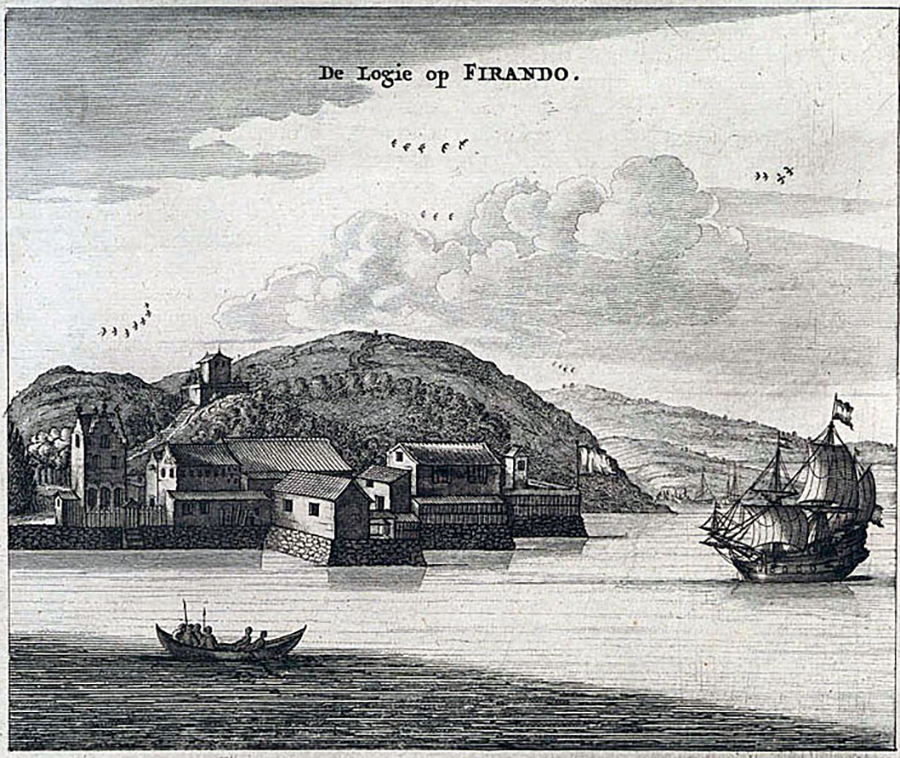
L'avamposto olandese di Firando (Hirado) in un'incisione del 1669.
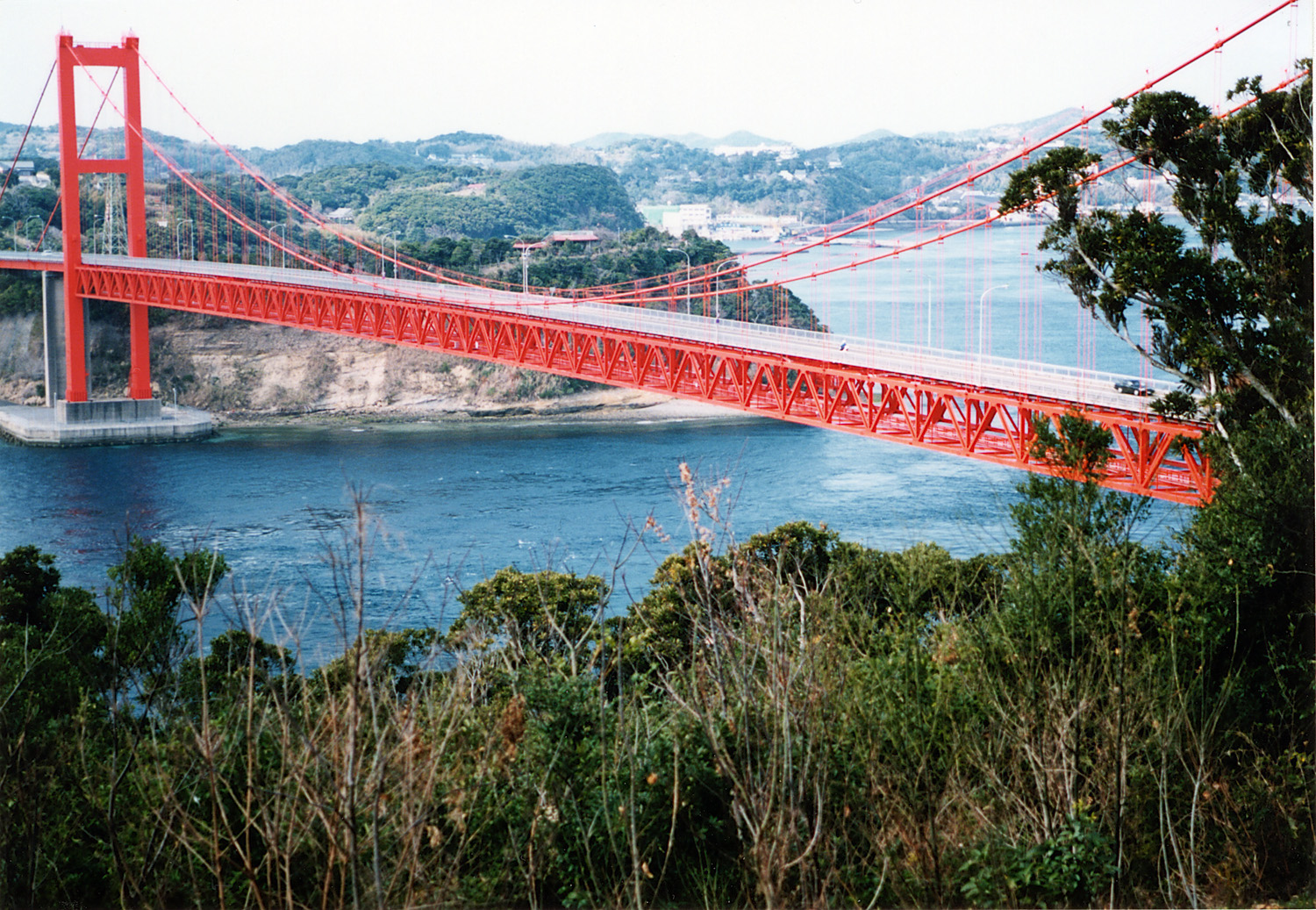
Il ponte tra Hirado e Kyūshū.
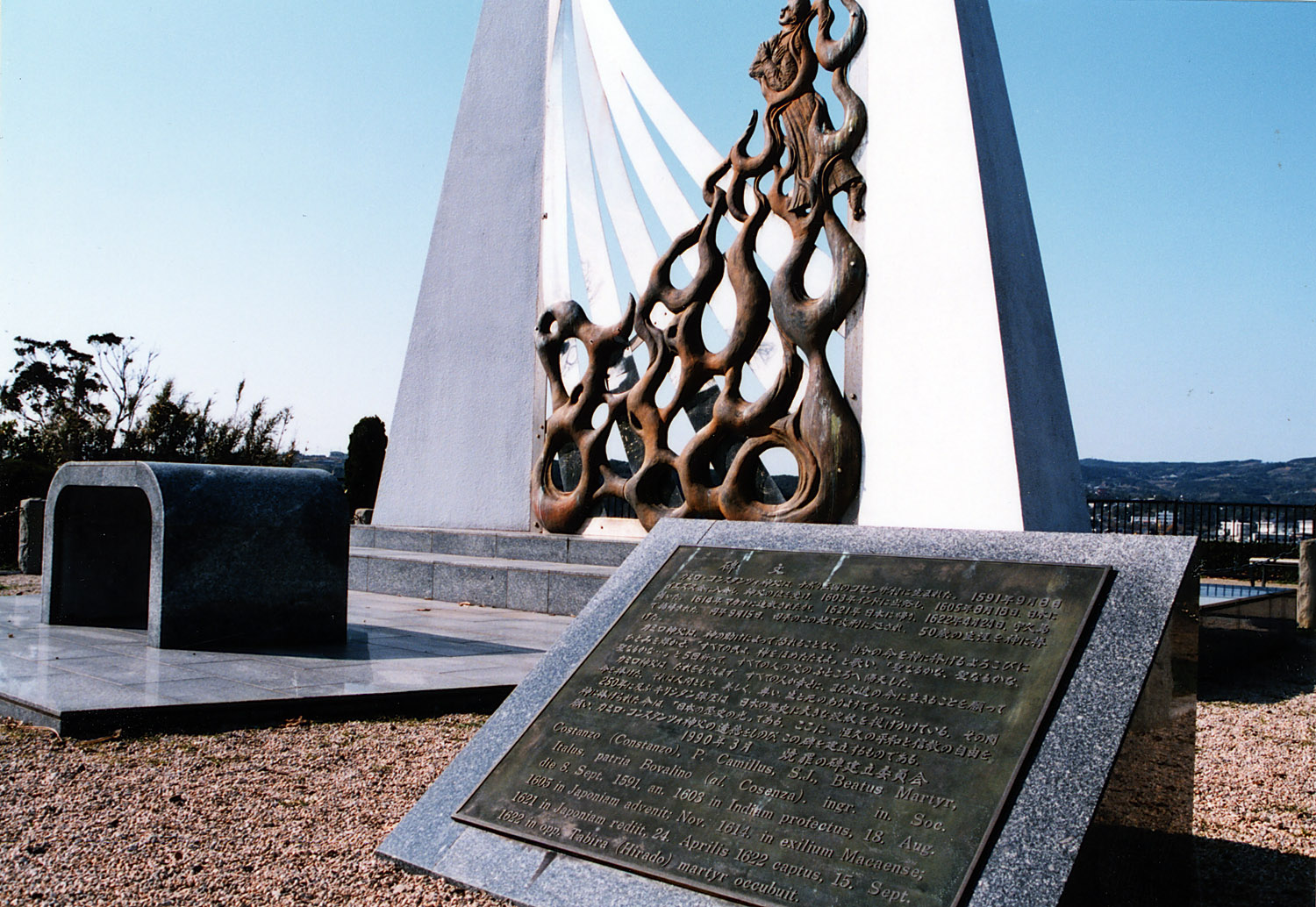
Monumento alla memoria del missionario gesuita beato Camillo Costanzo, martire a Hirado nel 1622.
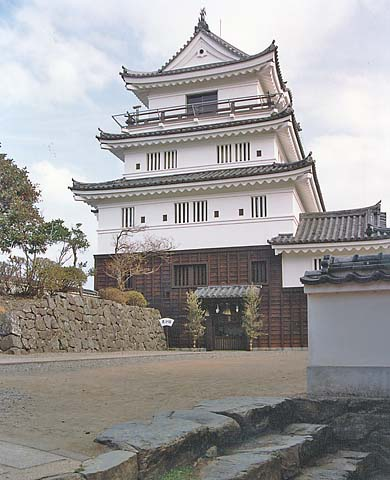
Il castello di Hirado
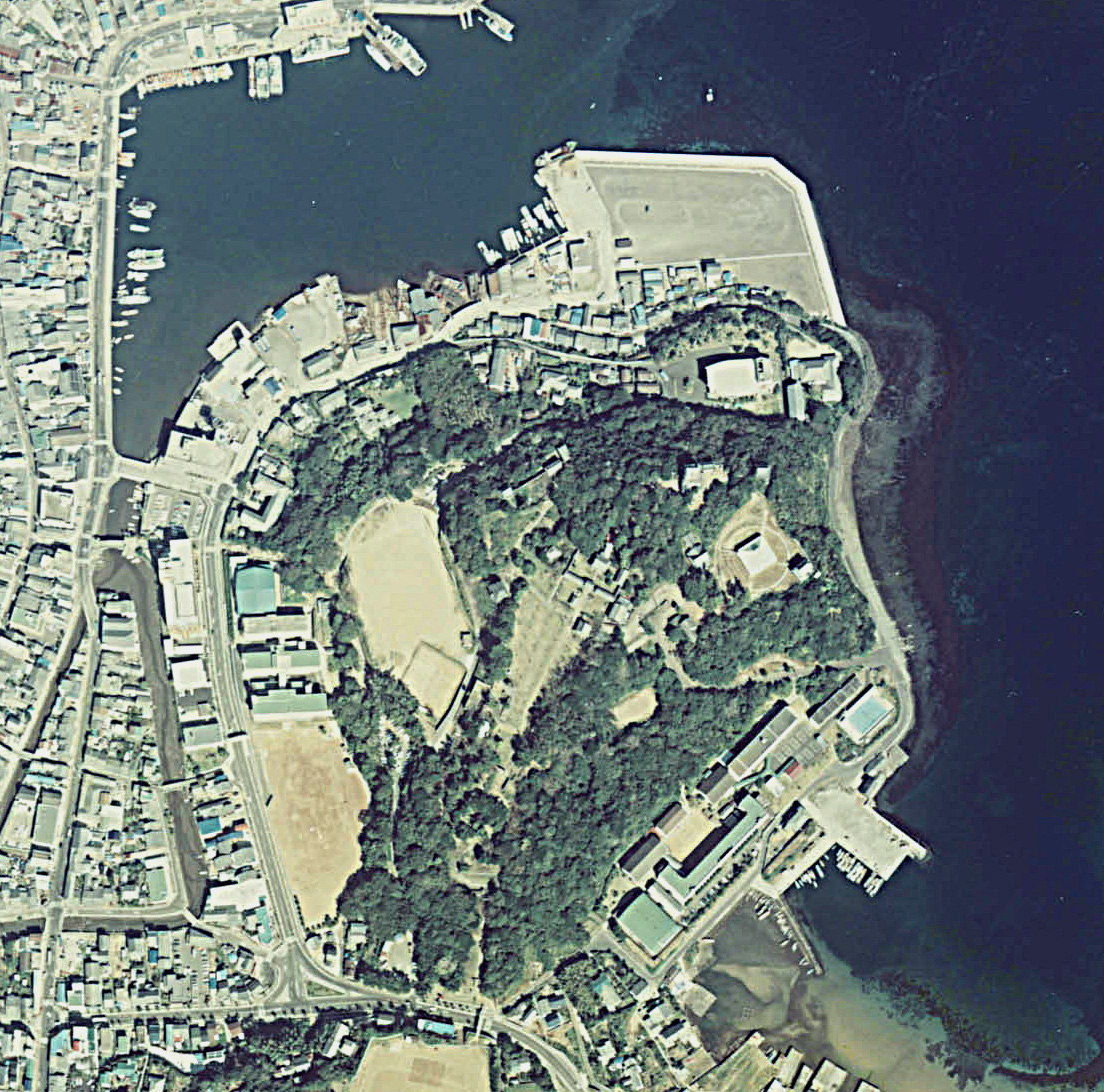
Vista aerea del castello di Hirado